# Johann Grégoire
Johann Grégoire (Bar-le-Duc, 14 de octubre de 1972) es un deportista francés que compitió en esquí acrobático, especialista en la prueba de baches en paralelo.
Ganó dos medallas en el Campeonato Mundial de Esquí Acrobático, oro en 1999 y bronce en 2001.

## Medallero internacional
| Campeonato Mundial | Campeonato Mundial | Campeonato Mundial | Campeonato Mundial |
| Año                | Lugar              | Medalla            | Competición        |
| ------------------ | ------------------ | ------------------ | ------------------ |
| 1999               | Meiringen (Suiza)  | Medalla de oro     | Baches en paralelo |
| 2001               | Whistler (Canadá)  | Medalla de bronce  | Baches en paralelo |